# Tommy Spaanheden
Tommy Spaanheden, född 20 april 1970 i Göteborg, är en svensk musikproducent under flera alias inom house-, electronica och breakbeat. Han har ingått i olika elektroniska akter, bland annat Cataclysm, Inquisagon, Incosm och Psychogenetic Soundforce. Det är dock med aliaset Stisch han gjort sig ett namn internationellt. 2003 började han samarbeta med Magnus Carlson från Weeping Willows och tillsammans har de gjort singlarna "Beauty in me" och "Sawdust Caesar". 2008 släpptes singeln "Hit Repeat" med sångaren Wayne Hussey från The Mission. Spaanheden blev även medlem i The Amplifetes, tillsammans med musikerna Henrik Jonback, Henrik Korpi och Peter Ågren. 2010 gav de ut det självbetitlade debutalbumet, och släppte uppföljaren "Where is the Light" 2013.  Bandet återkom med en ny singel, "Spin It" i september 2023.

## Diskografi

### Cataclysm
- Sunshine Explosion (12" vinyl) 1992

### Inquisagon
- Long Distance EP (12" vinyl) 1995 (as Tommy Nillson)

### Incosm
- Incosm EP (12" vinyl picture disc) 1995 (as Tommy Nilsson)

### Psychgenetic Soundforce
- 1st EP (12" vinyl) 1995
- 2nd EP (12” vinyl) 1996
- 3rd EP - The Trilogy Ends (12” vinyl) 1996
- 100 Micrograms EP (12”vinyl) 1998
- 300 Microcrams EP (12” vinyl) 1999

### Sirene
- Love (12" vinyl) 2001
- Love Remixes (12" vinyl) 2002

### Invincible
- Untamed/Acid Burn (12" vinyl) 2002
- My Mind (12” vinyl) 2002
- Mean Streets (12” vinyl) 2004

### Random Source
- Zombie Rats (12" vinyl) 2002
- Big Stupid Grin (12” vinyl) 2003

### Stisch
- JFK (12" vinyl) 2000
- Welcome to the Beatshop (12" vinyl) 2001
- JFK remixes (12" vinyl) 2002
- Heads (12" vinyl) 2003
- Pack of reds (12" vinyl) 2003
- Television Popper (12" vinyl) 2003
- Poolswinger (12" vinyl) 2004
- Beauty in me (singel/12" vinyl) 2004
- Turn around (singel) 2005
- Emotions (singel) 2005
- At the gates of Orion (singel) 2005
- Sawdust Caesar (singel) 2006
- Heads collide (album) 2005
- Hit Repeat (singel/12" vinyl) 2008
- Retrospective (compilation album) 2013

### Spaan & Feldt
- Lights On (singel) 2022
- We Came To Dance (singel) 2023

### The Amplifetes
Studioalbum
- 2010 – The Amplifetes
- 2013 – Where Is The Light

Singlar
- 2008 – It's My Life
- 2009 – Whizz Kid
- 2010 – Somebody New
- 2011 – Blinded By The Moonlight
- 2012 – Where Is The Light
- 2012 – You/Me/Evolution
- 2013 – You Want It
- 2023 – Spin It
- 2025 – Idiots